# Marc Batchelor
Marc Batchelor (Johannesburg, 1970. január 4. – Olivedale, 2019. július 15.) dél-afrikai labdarúgó, csatár.

## Pályafutása
1990 és 1992 között a Dynamos, 1992 és 1994 között a Bidvest Wits, 1994 és 1996 között az Orlando Pirates labdarúgója volt. 1995-ben CAF-bajnokok ligája győztes volt az Orlando Pirates együttesével. 1996–97-ben a Supersport United, 1997 és 2000 között a Kaizer Chiefs, 2000–01-ben a Mamelodi Sundowns, 2001 és 2003 között a Moroka Swallows csapatában szerepelt.
2019. július 15-én gyilkosság áldozata lett.

## Sikerei, díjai
Orlando Pirates
- CAF-bajnokok ligája
  - győztes: 1995